# Scolopostethus pacificus
Scolopostethus pacificus är en insektsart som beskrevs av Barber 1918. Scolopostethus pacificus ingår i släktet Scolopostethus och familjen Rhyparochromidae. Inga underarter finns listade i Catalogue of Life.